# Fran Bow
Fran Bow est un jeu vidéo d'aventure / horreur en point and click paru le 27 août 2015 pour PC, Mac et Linux. Il est développé par le studio suédois Killmonday Games et publié sur les plates-formes Steam et GOG.com. Débuté en 2013, le projet fut notamment financé, avec succès, via une campagne de financement participatif sur le site Indiegogo.

## Trame

### Synopsis
Fran Bow, une fillette âgée de 10 ans, est le témoin du meurtre sauvage et brutal de ses parents. Après s'être enfuie dans les bois, elle se retrouve internée dans l'asile psychiatrique Oswald, spécialisé dans les traitements pour enfants.
Sous la supervision de son psychologue, le Dr Deern, on lui administre un nouveau médicament nommé "Duotine" qui a pour effet de faire voir à Fran son environnement sous une apparence macabre et grotesque.
Bien décidée à retrouver le meurtrier de ses parents, Fran doit d'abord s'échapper de l'asile et retrouver M. Midnight, son chat noir ainsi que sa tante Grace.

### Personnages
Fran Bow-Dagenhart
Fillette âgée de 10 ans (bientôt 11), c'est la protagoniste du jeu. Armée d'une grande curiosité, elle cherche à savoir qui a bien pu assassiner ses parents tout en essayant de rentrer chez elle pour vivre avec sa tante Grace.
Fran est inséparable de son chat M. Midnight et cherche à tout prix à le retrouver après avoir été séparée lorsque Fran fut internée à l'asile Oswald.
M. Midnight
Le chat domestique de Fran et son meilleur ami. Son pelage est noir comme la nuit d'où son nom, signifiant "M. Minuit" en anglais.
Très poli, M. Midnight est avant tout préoccupé par le bien être de Fran et cherche essentiellement à retourner à la maison avec elle.
Remor
Il a l'aspect d'un long fantôme noir orné d'un crâne de chèvre. Fran l'identifie comme le meurtrier de ses parents et cherche à empêcher Fran de quitter l'asile.
La suite du récit indique que c'est un habile manipulateur mais que sa capacité à pénétrer dans le monde réel est très limitée.
Itward
Très grand squelette arborant un queue-de-pie ainsi qu'un chapeau haut-de-forme. Malgré son apparence, il s'avère être un fidèle allié de Fran.
Apparaissant sporadiquement dans le chapitre un et deux, lui et Fran se rencontrent enfin face-à-face dans le chapitre quatre où il l'aide à rentrer chez elle.
Dr Marcel Deern
Le psychologue attitré de Fran après son internement, portant la barbe et des lunettes.
Bien que sévère, il semble vraiment avoir à cœur la santé mentale de sa patiente.
Clara et Mia Buhalmet
Jumelles siamoises bien que séparées à la naissance. Elles capturent M. Midnight et veulent forcer Fran à utiliser un sort magique très dangereux pour le lanceur afin d'être à nouveau séparées.
Elles pensent que c'est Itward qui les a cousu ensemble et cherchent à se venger de lui.

## Système de jeu
Le jeu se contrôle exclusivement à la souris, dans la plus grande tradition des jeux point and click. On déplace Fran (et ponctuellement M. Midnight) dans les différents tableaux tout en dialoguant avec les autres personnages et en collectant des objets. Les objets peuvent être examinés, combinés entre eux et utilisés sur d'autres personnages ou objets du décor pour progresser dans le jeu.
L'une des mécaniques principale du jeu est la consommation de pilules rouges de Duotine qui permet à Fran d'observer le tableau dans une réalité parallèle, donnant accès de nouveaux objets ou d'autres chemins d'accès. Cette mécanique est remplacée dans le chapitre trois par la capacité de faire varier les saisons et disparaît complètement dans le dernier chapitre.
Le jeu se découpe en cinq chapitres avec les chapitres deux et quatre divisés chacun en deux parties. Certains chapitres sont ponctués de mini-jeux inspirés des poncifs du jeu vidéo (labyrinthe, frogger, morpion, Galaga, etc.) et sont optionnels (sauf un).
Malgré la thématique de l'horreur, il est impossible de perdre au jeu. En effet aucune situation ne met le joueur en danger de mort et les rares énigmes où l'on peut échouer sont pourvues d'un palliatif. M. Midnight prodigue également des conseils si le joueur est bloqué. Le jeu est du coup très linéaire, basant sa difficulté sur ses énigmes et puzzles, et offrant peu de contenu secondaire ou alternatif. Il est pourvu de 18 succès sur Steam.

## Accueil
- Adventure Gamers : 4/5[7]
- Rock, Paper, Shotgun : « Fran Bow m'a fait sourire plus que n'importe quel autre jeu cette année » (A. Smith)[8]
- Jeuxvideo.com : 16/20
- Gamekult : 6/10[9] ( Avis et critiques des joueurs )
- Senscritique : 7.8/10[10]